# Trận Montgisard
Trận Montgisard là trận chiến giữa vương triều Ayyub và Vương quốc Jerusalem vào ngày 25 tháng 11 năm 1177. Vị vua 16 tuổi Baldwin IV đang bị ảnh hưởng trầm trọng bởi bệnh phong, nhưng ông vẫn lãnh đạo lực lượng Thiên chúa giáo chiến đấu chống lại quân đội của Saladin. Lực lượng Hồi giáo đã bị tiêu diệt và thương vong rất lớn, chỉ có một phần quân đội có thể rút lui đến được nơi an toàn.

## Bối cảnh
Năm 1177, vua Baldwin IV và Philippe của Alsace, người vừa đặt chân vào cuộc hành hương, đã lên kế hoạch liên minh với đế quốc Byzantine cho một cuộc tấn công bằng đường biển vào Ai Cập nhưng không số nào trong các kế hoạch này được thực hiện.
Trong khi đó, Saladin lại có kế hoạch xâm lược của riêng mình vào Vương quốc Jerusalem từ Ai Cập. Biết được kế hoạch này của Saladin, Baldwin IV rời Jerusalem và mang theo William xứ Tyrus và đi cùng chỉ với có 375 hiệp sĩ để cố gắng lập một phòng tuyến ở Ascalon, nhưng Baldwin đã bị chặn lại bởi một đội quân được cử đi bởi Saladin, người mà theo William của Tyrus, phải có đến 26.000 lính. Cùng đi với Baldwin có Raynald của Châtillon, lãnh chúa của Oultrejordain, người chỉ mới được thả từ nơi bị giam cầm ở Aleppo trong năm 1176. Raynald là một kẻ thù quyết liệt của Saladin và là người chỉ huy quân đội có hiệu quả thay mặt vua Baldwin lúc này quá đau ốm với bệnh phong. Ngoài ra với quân đội Thiên chúa giáo còn được giúp đỡ bởi Odo de St Amand, Đại thủ lĩnh của Hiệp sĩ Dòng Đền, Baldwin của Ibelin, anh trai của Balian, Reginald của Sidon và Joscelin III của Edessa. Một lực lượng Dòng Đền nữa đã cố gắng để gia nhập với Baldwin ở Ascalon, nhưng họ cũng lại bị bao vây tại Gaza.

## Diễn biến
Saladin tiếp tục cuộc hành binh của ông về hướng Jerusalem và nghĩ rằng Baldwin sẽ không dám bám theo ông chỉ với một toán quân lèo tèo vài người như vậy. Ông đã tấn công các vùng Ramla, Lydda và Arsuf, nhưng vì cho rằng Baldwin không phải là một mối nguy hiểm, ông cho phép quân đội của mình dàn trải ra trên một diện tích lớn để cướp bóc và tìm kiếm lương thực. Tuy nhiên, Saladin lại chưa biết rằng lực lượng mà ông để lại để ngăn chặn vị vua của Jerusalem là không đủ và bây giờ cả Baldwin và các Hiệp sĩ Dòng Đền đã hành quân để đánh chặn ông trước khi ông tới được Jerusalem.
Các Kitô hữu, được dẫn đầu bởi nhà vua Baldwin IV đã đuổi theo người Hồi giáo dọc theo bờ biển, cuối cùng đã chộp được kẻ thù của họ ở Mons Gisardi, gần Ramla. Saladin đã bị tấn công hoàn toàn bất ngờ. Quân đội của ông đang ở trong tình trạng lộn xộn, không có đội hình chiến đấu và mệt mỏi từ một cuộc hành quân kéo dài. Quân đội Hồi giáo, trong trạng thái hoảng loạn, đã tranh giành để lập phòng tuyến chiến đấu chống lại kẻ thù. Tuy nhiên, ở phía xa, quân đội Kitô giáo hoàn toàn câm lặng. Vua Baldwin đã ra lệnh đưa di tích của Cây Thánh giá linh thiêng lên ở phía trước của các hàng quân. Nhà vua với một cơ thể thiếu niên đã bị tàn phá ghê gớm bởi bệnh phong, đã xuống ngựa dưới sự giúp sức của các võ sỹ hộ vệ của mình và quỳ xuống trước cây thánh giá. Ông đã cầu nguyện để Thiên Chúa mang cho họ chiến thắng và đứng lên trên đôi chân của mình để cổ vũ quân đội. Khi quân đội của Saladin vội vàng để chuẩn bị chiến đấu, Baldwin đã bắt đầu cho phi ngựa tấn công trên mặt cát.
Quân đội Jerusalem lao ầm ầm như núi lở vào người Hồi giáo lúc này vẫn đang cố gắng nhanh chóng sắp xếp đội hình và gây thương vong rất lớn cho người Hồi giáo. Nhà vua chiến đấu với hai bàn tay băng bó để che giấu vết thương khủng khiếp và nỗi đau đớn của mình và lao trận hỗn chiến dày đặc, quân đội của Saladin đã nhanh chóng bị áp đảo. Họ đã cố gắng chạy trốn nhưng rất khó để trốn thoát. Bản thân Saladin phải tránh để bị bắt sống bằng cách nhảy lên trên lưng một con lạc đà đua.
Vua Baldwin đã chiến thắng hoàn toàn. Ông đã hoàn toàn phá hủy lực lượng xâm lược, chiếm lại được đoàn hành lý của Saladin và giết chết Ahmad, cháu trai của ông ta.
Baldwin đã cho truy kích Saladin cho đến khi màn đêm xuống và sau đó rút về nghỉ ngơi ở Ascalon. Bị ngập lụt bởi mười ngày mưa lớn và đau khổ mất đến khoảng chín mươi phần trăm của quân đội của mình, bao gồm cả vệ sĩ riêng người Mamluk của ông, Saladin bỏ chạy trở lại Ai Cập và bị quấy rối bởi người Bedouin trên đường rút quân. Chỉ có chưa đến một phần mười quân đội của ông đã quay được trở lại Ai Cập cùng với ông ta.

## Sau đó
Baldwin kỷ niệm chiến thắng của mình bằng cách dựng một tu viện dòng Bê-nê-đích trên chiến trường, dành riêng cho Thánh Catherine xứ Alexandria, người có ngày lễ trùng hợp vào ngày xảy ra trận đánh. Tuy nhiên, đó là một chiến thắng khó nhọc; Roger des Moulins, Đại thủ lĩnh của Hiệp sĩ Cứu tế,  ghi lại rằng phe Thập tự quân có 1.100 người bị giết và 750 người bị thương và trở về được nhà. Saladin, vì sợ rằng liên minh lỏng lẻo của Ai Cập với chư hầu Syria của ông sẽ bị tan vỡ bởi thất bại này nên đã cho tuyên truyền rằng các Kitô hữu đã bị bại trận trong trận chiến này.
Trong khi đó, Raymond III của Tripoli và Bohemund III của Antioch đang hợp tác với Philip của Alsace để tiến hành một cuộc chinh phạt hiểm vào thành phố Ha-rim ở Syria, những cuộc vây hãm Ha-rim kéo dài đến tận năm 1178, và việc Saladin bị đánh bại tại Montgisard đã ngăn cản ông này giải vây cho chư hầu Syria của mình. Mặc dù vậy chỉ sau một năm tương đối hòa bình, vào năm 1179 Saladin đã có thể tiếp tục các cuộc tấn công của mình vào vương quốc Jerusalem, bao gồm cả chiến thắng của ông ta tại trận Marj Ayyun năm đó. Sự kiện này đã dẫn đến các cuộc chiến liên tục kéo dài gần một thập kỷ mà đỉnh cao của chiến thắng của Saladin trước Thập tự quân tại trận Hattin vào năm 1187.
Sau khi rút quân, Saladin đã tổ chức lại quân đội của ông ở Ai Cập nhờ sự hỗ trợ của em trai ông Turan-Shah và sau đó ông đã tiếp đón sứ giả của vị vua Seljuq hùng mạnh Kilij Arslan.